# Aiphanes lindeniana
Aiphanes lindeniana là loài thực vật có hoa thuộc họ Arecaceae. Loài này được (H.Wendl.) H.Wendl. mô tả khoa học đầu tiên năm 1878.

## Hình ảnh